# Marcel van Eeden
Pour les articles homonymes, voir Eeden.
Marcel van Eeden (La Haye, 22 novembre 1965) est un dessinateur néerlandais, dont l'œuvre se compose essentiellement de séries de petits dessins en noir et blanc.

## Biographie
Marcel van Eeden a étudié de 1989 à 1993 à l'Académie royale des Beaux-Arts (Koninklijke Academie van Beeldende Kunsten) de La Haye. Ses œuvres ont été distinguées à la Biennale de Berlin en 2006, par l'obtention du prix de Rome en 2004 et du prix des Beaux-Arts du quotidien néerlandais Volksrant 2006.
Fasciné par les images de guerre et les vues nocturnes, nombre de ses travaux reprennent des cartes postales ou des vues anciennes à condition qu'elles datent d'avant sa naissance.
Sa technique : il commence son dessin en haut à gauche et le termine en bas à droite et il dessine la nuit. Toutes les nuits depuis treize ans, il dessine une ou deux œuvres.

## Expositions personnelles
- 2012 : The hotel, Galerie In Situ, Paris[3],[4]
- 2015 : The symmetry argument, Galerie SMagers, Berlin[5]
- 2016 : Machine/machinery, Galerie In Situ, Paris[6]
- 2022 : The gasworks, Van Eeden & Van Gogh, Musée Van Gogh, Amsterdam[7]
- 2023 : Blockbuster, Galerie Martin van Zomeren, Amsterdam[8]
- 2024 : Paris January 1926, Galerie In Situ, Romainville[9]

## Expositions collectives
2008
- "what's the point of giving you any more artworks when you don't understand the ones you've got?" (avec Euan Macdonald, Yoshitomo Nara, Rosilene Luduvico, Gabriel Kondratiuk, Wilfredo Prieto, German Stegmaier, etc.), Galerie Zink, Munich, Allemand.